# Сачко, Михаил Васильевич
Михаил Васильевич Сачко (укр. Михайло Васильович Сачко; род. 1 февраля 1959, Лесной Хлебичин, Станиславская область) — советский футболист и украинский тренер.

## Биография
Играл в командах: «Спартак» (Ивано-Франковск), «Шахтёр» (Павлоград), «Буревестник» (Симферополь), «Таврия», «Метеор» (Симферополь), «Дружба» (Йошкар-Ола). Имеет высшее образование. Закончил Симферопольский государственный университет. Тренер высшей категории, лицензия УЕФА категории «А» № 220. Тренировал команды: «Пищевик» (Симферополь) (команда неоднократно становилась чемпионом города, призёром первенства области, обладателем Кубка Крыма). Михаил Сачко является одним из основателей возрождения ФК «Динамо», ныне «ИгроСервис».
6 июля 2008 года подписал с «Крымтеплицей» годовой контракт. В июле 2009 года на должность главного тренера был назначен Геннадий Морозов, а Сачко занял пост генерального директора клуба. Затем Михаил Васильевич работал на должности спортивного директора «Крымтеплицы».
8 августа 2018 года из-за отсутствия тренерской лицензии у Антона Монахова Михаил Сачко был назначен главным тренером «Крымтеплицы».